# Els Tres Jutges
Els Tres Jutges és una muntanya de 880 metres que es troba al municipi de Mura, a la comarca catalana del Bages.